# سیمون پاستیچیو
سیمون پاستیچیو (انگلیسی: Simone Pasticcio؛ زادهٔ ۱۱ ژانویهٔ ۱۹۷۶) بازیکن فوتبال اهل ایتالیا است.